# Khóa cửa
Khóa cửa là một dụng cụ thường làm bằng kim loại để ngăn việc mở cửa, được làm ra với mục đích để không cho người khác mở được cửa nếu không được phép. Muốn mở cửa đang khóa thì phải có chìa khóa làm bằng kim loại đối với khóa cơ và khóa ổ, hoặc các yêu cầu khác như thẻ từ, vân tay, nhận dạng hình ảnh, nhận dạng tiếng nói,... đối với khóa điện tử.

## Lịch sử
Thời xưa, để chặn cửa ngăn ngừa trộm và kẻ gian ra vào, người ta chỉ dùng then (cửa đóng then cài) hay chốt. Sau này, những bộ khóa cửa với chốt khóa được phát triển. Thời gần đây với đà tiến bộ của khoa học kỹ thuật, có các loại khóa bằng thẻ mang từ trường, vân tay, điện tử,...

## Khóa cơ thông dụng

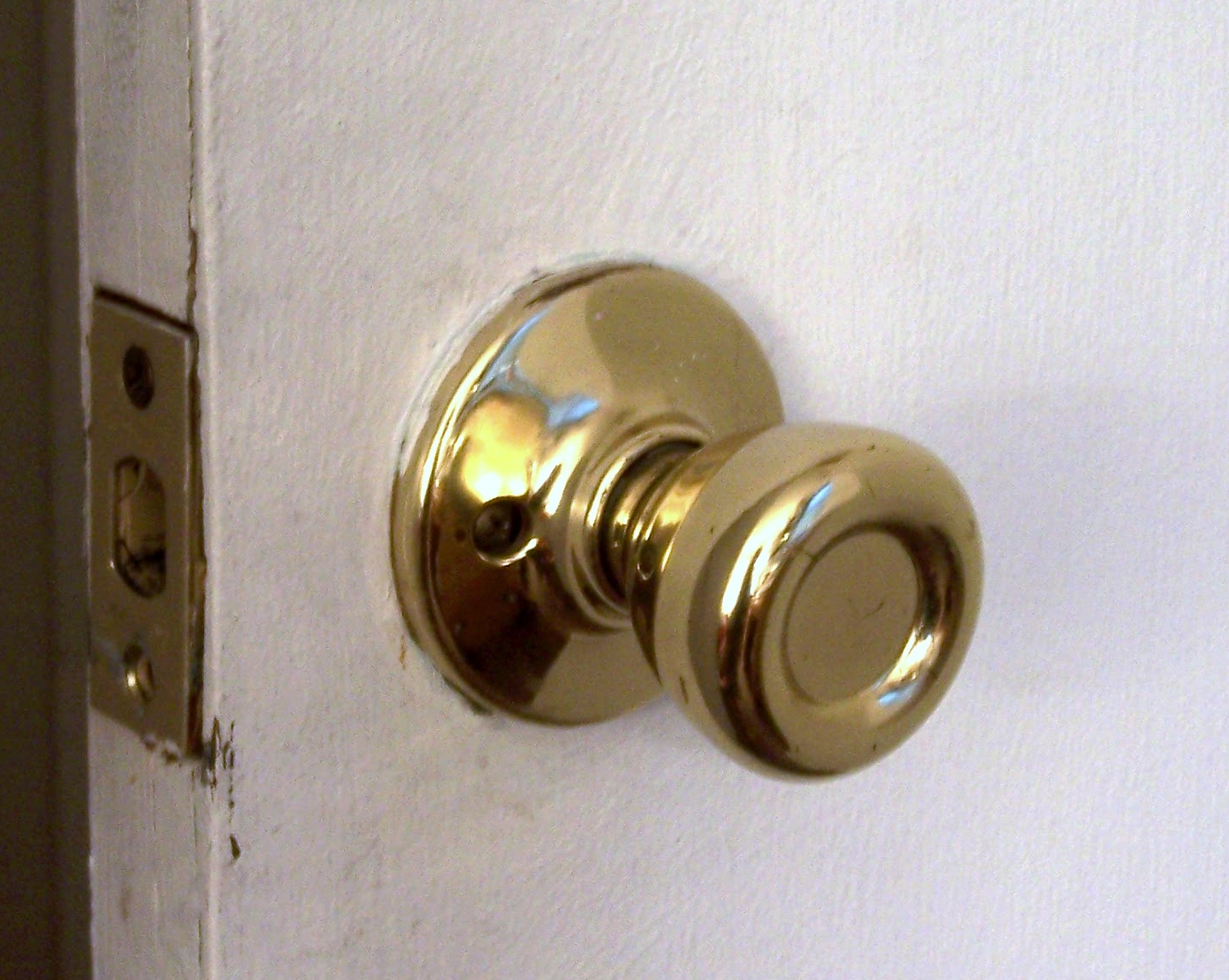
Khóa cơ

Hộp cơ của khóa bao gồm các chốt khóa là phần tạo nên sự chắc chắn của khóa cửa. Nếu các thanh chốt cửa không chắc chắn thì khóa cửa sẽ bị mất tác dụng. Bộ khóa bằng cơ chỉ có 2 chốt: chốt ngang, chốt chéo. Chốt chéo có tác dụng đóng cửa tạm thời ngăn cho cửa không tự nhiên mở, chỉ cần xoay tay vặn là chốt này sẽ mở, không có khả năng chống xâm nhập trái phép. Chốt ngang có chức năng chính là khóa cửa, chống mở cửa, độ dày của chốt ngang chỉ từ 5-8mm.
Nhược điểm của loại khóa này là sử dụng chìa khóa cơ gây khó khăn cho người sử dụng trong trường hợp sử dụng nhiều chìa khóa một lúc, nhất là khi các chìa có hình dáng gần giống nhau. Ngoài ra việc phải đem theo chìa khóa bên mình cũng rất khó chịu so với dùng các loại khóa hiện đại như khóa vân tay,...

## Ổ khóa
Gồm hai phần là ổ khóa và chìa khóa, làm bằng kim loại cứng và nhiều hình dạng,... Khóa được mở khi có chìa khóa với các răng trên mép khóa đúng với thứ tự các chốt nhỏ trong ổ khóa nhằm nâng các chốt nhỏ đó lên gây mất tác dụng khóa của ổ.

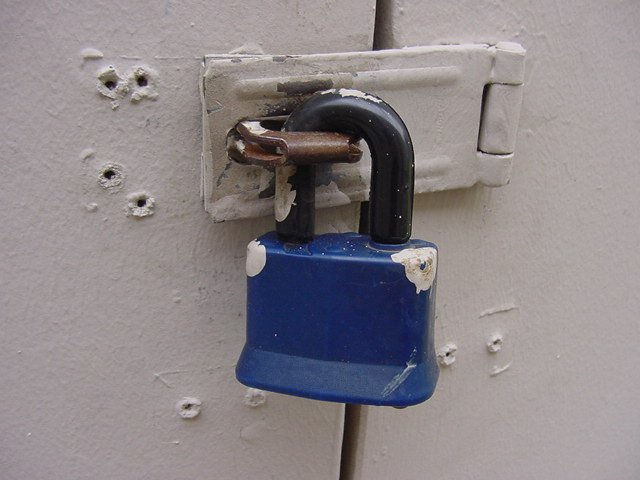
Khóa ổ
Cơ chế mở khóa bằng chìa

## Khóa hiện đại

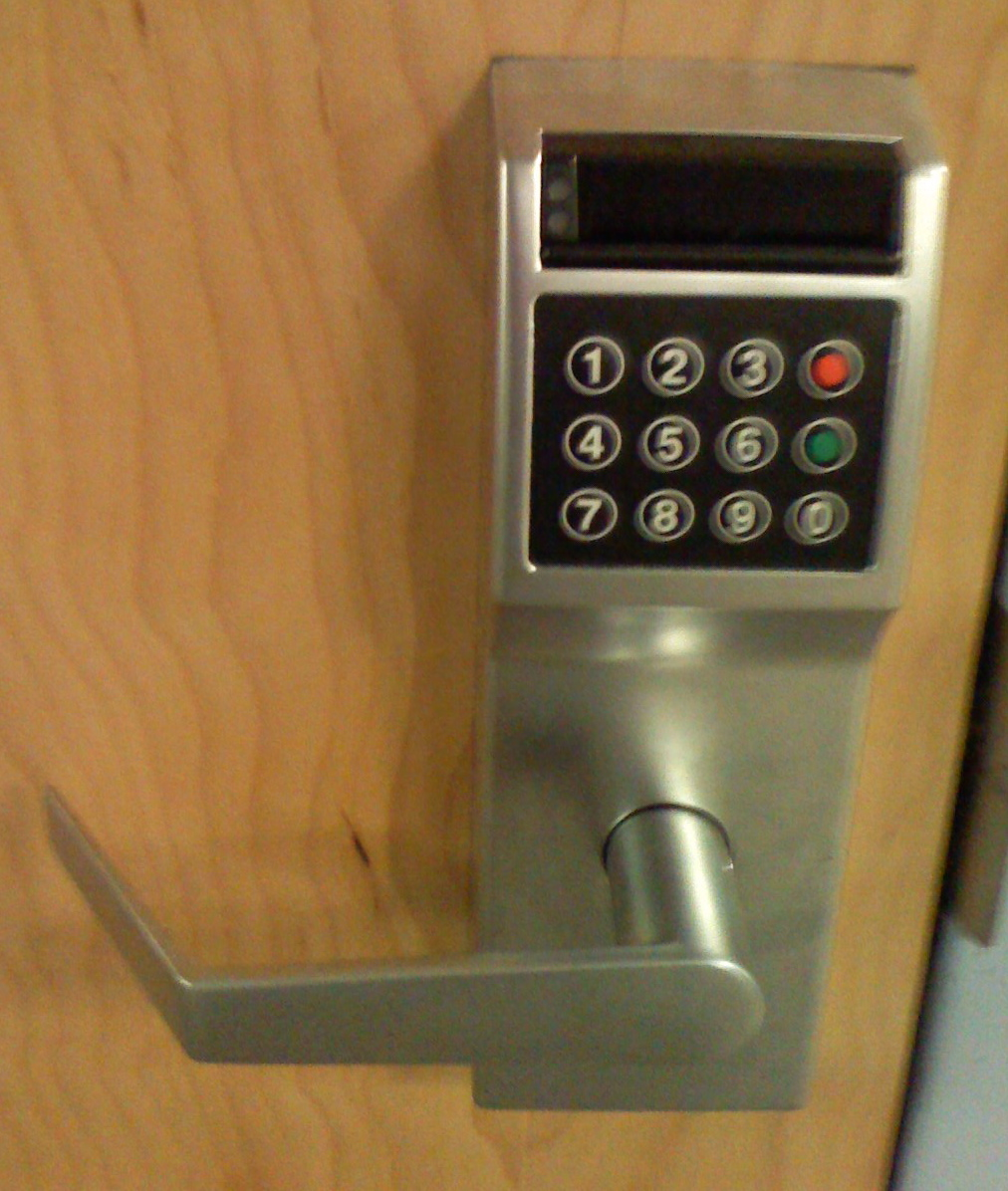
Khóa mã số

Khóa hiện đại là các loại khóa không dùng hoặc chỉ dùng chìa khóa khi khẩn cấp (quên mật khẩu,...). Mục đích giúp con người không phải mang quá nhiều chìa khóa bên mình và tránh việc quên hay đánh mất chìa khóa. Khóa hiện đại có nhược điểm là dễ bị tác động của các thiết bị chuyên nghiệp gây mất tính bảo vệ của khóa. Vì vậy các loại khóa hiện đại cần cải tiến thường xuyên nhằm chống các tên trộm có kiến thức về công nghệ cao.

### Các loại khóa hiện đại
Hiện nay, chủ yếu sử dụng các loại khóa sau:
- Khóa vân tay: Chỉ người có vân tay giống với vân tay trong bộ nhớ máy có thể mở cửa;
- Khóa mã số: Chỉ người biết mã số giống với mã số trong bộ nhớ máy có thể mở cửa. Mã số càng dài và càng đa dạng loại ký tự sẽ càng khó bẻ khóa hơn;
- Khóa thẻ từ:Chỉ người có thẻ từ được khóa chấp nhận trong bộ nhớ máy có thể mở cửa, loại khóa ngoại bất nhập. Khi bạn ra khỏi phòng vô tình đóng cửa lại nhưng không có thẻ từ thì không thể vào được.
- Khóa nhận dạng (hình ảnh, tiếng nói).